# 프랭크 콜더
프랭크 셀릭 콜더(영어: Frank Sellick Calder, 1877년 11월 7일 ~ 1943년 2월 4일)은 영국 출생의 캐나다의 아이스하키 경영진, 언론인, 체육인이다.
1917년부터 사망하는 1943년까지 내셔널 하키 리그(NHL)의 초대 회장으로 역임했었다. 또한 내셔널 하키 협회(NHA)의 마지막 회장이기도 하였고, 프랜차이즈 소유주들을 퇴출하면서 NHA를 NHL로 바꾸는 데 큰 역할을 하였다. 그리고 NHL을 캐나다에서 미국까지 확장하였다.